# Љубинка Перинац Станков
Љубинка Перинац Станков (Темишвар, Румунија, 2. април 1969) српска је песникиња, новинар и преводилац из Румуније.

## Биографија
Рођена је 2. априла 1969. године у Темишвару. Дипломирала је на Филолошком факултету при Западном универзитету у Темишвару, на одсеку за румунски и руски језик и књижевност (1989-1994).
Радила је као уредник часописа „Књижевни живот“ (1994-2001), а данас је главни уредник темишварског недељника „Наша реч“.
Поезију и књижевне приказе објављује у часописима у Србији и Румунији: Летопис Матице српске, Савременик, Златна греда, Слово, Свеске, Улазница, Браничево, Борба, Ateneu,Poesis international, итд.
Заступљена је у српским и румунским антологијама, зборницима и изборима: Из књижевности Срба у Румунији, У плавом кругу звезда, Из српске поратне књижевности у Румунији, Наша поезија у дијаспори, Бицикл Милоша Црњанског, Песме са границе, Словар о одшелнику, Porumbelul de argilă, Orfeu îndrăgostit, Косово српска света земља и Писци са границе.
Укључена је у речник Scriitori şi lingviştii timişoreni и Лексикон поратних Срба посленика писане речи у Румунији.

## Преводи
Превела са румунског на српски, заједно са Славомиром Гвозденовићем, књигу Јона Скоробетеа Геометрија снега / Geometria zăpezii, Бања Лука, Књижевна заједница „Васо Пелагић“, 1998.
Са српског на румунски превела Умируће воде (Ape murinde), Драгољуба Фируловића, Râmnicu Sărat, 1999, као и Људи у обртним вратима (Oameni în uși rotative), Новице Тадића, CasaEditură Max Blecher, Букурешт, 2014.
Са румунског на српски превела књиге прозе Бате Марјанова: Пластични ловори, ССР, Темишвар, 2009, И пси одлазе у изгнанство, 2010, затим књигу поезије Александра Стојковића „александар спава“.
Заједно са Александром Стојковићем и Славомиром Гвозденовићем приредила Антологију српске поезије XX XXI век на румунском: «Malul celălalt“
Са српског на румунски превела и приредила књигу „Oameni în uși rotative“ „Људи у обртним вратима“ Новице Тадића.
Члан је Савеза писаца Румуније и Удружења књижевника Србије.

## Награде
- Српска књижевна награда за 2003. и 2006. годину;
- Награда за књижевност на језицима мањина Савеза писаца Румуније за 2003. годину (за књигу Шапат гонетања);
- Златна значка Културно – просветне заједнице Србије за несебичан, предан и дуготрајан рад и стваралачки допринос у ширењу културе (2006).
- Завештање Милениних извора, 2010, Крагујевац,
- Награда за књижевност на језицима мањина Савеза писаца Румуније за 2011. годину.